# Teinobasis suavis
Teinobasis suavis là một loài chuồn chuồn kim trong họ Coenagrionidae.
Teinobasis suavis được Lieftinck miêu tả khoa học năm 1953.